# Listan för Miljö och Omtanke, Örkelljunga
Listan för Miljö och Omtanke är ett lokalt politiskt parti i Örkelljunga kommun som bildades inför valet till kommunfullmäktige 2010. 
I valet till kommunfullmäktige i Örkelljunga kommun 2010 fick Listan för Miljö och Omtanke 5,78 procent av rösterna och erhöll därmed tre mandat i kommunfullmäktige. Kommunfullmäktige bestod av 45 mandat före 2018.
I valet 2014 minskade partiet och fick 3,29 procent av rösterna och erhöll därmed ett mandat i kommunfullmäktige.